# Балімо
Балімо (англ. Balimo) — містечко в Папуа Новій Гвінеї, адміністративний центр району Середній Флай у Західній провінції. Розташоване у центрально-південній частині папуанської половини острова Нова Гвінея, регіон Папуа.

## Географія
Міська громада лежить на півдні провінції на північ від гирла річки Флай.

### Клімат
Селище знаходиться у зоні, котра характеризується вологим тропічним кліматом.
| Клімат Балімо                 | Клімат Балімо | Клімат Балімо | Клімат Балімо | Клімат Балімо | Клімат Балімо | Клімат Балімо | Клімат Балімо | Клімат Балімо | Клімат Балімо | Клімат Балімо | Клімат Балімо | Клімат Балімо | Клімат Балімо |
| Показник                      | Січ.          | Лют.          | Бер.          | Квіт.         | Трав.         | Черв.         | Лип.          | Серп.         | Вер.          | Жовт.         | Лист.         | Груд.         | Рік           |
| Середній максимум, °C         | 31            | 30            | 30            | 29            | 28            | 27            | 26            | 26            | 27            | 28            | 30            | 31            | 28,6          |
| Середня температура, °C       | 28            | 28            | 28            | 27            | 27            | 26            | 25            | 25            | 26            | 27            | 28            | 28            | 26,9          |
| Середній мінімум, °C          | 26            | 26            | 26            | 26            | 26            | 25            | 24            | 24            | 25            | 26            | 26            | 26            | 25,5          |
| Норма опадів, мм              | 410.5         | 436.5         | 444.1         | 389.1         | 490.6         | 360.8         | 207.5         | 156.1         | 129.3         | 175.4         | 206           | 282.3         | 3688.2        |
| Днів з дощем                  | 16            | 16            | 17            | 15            | 16            | 11            | 8             | 6             | 5             | 7             | 7             | 12            | 136           |
| Вологість повітря, %          | 78            | 79            | 80            | 82            | 84            | 85            | 84            | 83            | 82            | 80            | 79            | 77            | 81            |
| ----------------------------- | ------------- | ------------- | ------------- | ------------- | ------------- | ------------- | ------------- | ------------- | ------------- | ------------- | ------------- | ------------- | ------------- |
| Джерело: World Weather Online |               |               |               |               |               |               |               |               |               |               |               |               |               |

## Інфраструктура
- містечко обслуговує аеропорт (код ІКАО AYBM)[1]